# Långtjärnen (Idre socken, Dalarna, 685757-132062)
Långtjärnen är en sjö i Älvdalens kommun i Dalarna och ingår i Dalälvens huvudavrinningsområde. Sjön har en area på 0,0373 kvadratkilometer och ligger 681,3 meter över havet.

## Delavrinningsområde
Långtjärnen ingår i det delavrinningsområde (685722-132113) som SMHI kallar för Inloppet i Aspdagen. Medelhöjden är 688 meter över havet och ytan är 6,34 kvadratkilometer. Räknas de 17 avrinningsområdena uppströms in blir den ackumulerade arean 141,57 kvadratkilometer. Borgan som avvattnar avrinningsområdet har biflödesordning 2, vilket innebär att vattnet flödar genom totalt 2 vattendrag innan det når havet efter 502 kilometer. Avrinningsområdet består mestadels av skog (99 procent). Avrinningsområdet har 0,04 kvadratkilometer vattenytor vilket ger det en sjöprocent på 0,8 procent.